# Bactrocera dorsalis
Bactrocera dorsalis is een vliegensoort uit de familie van de boorvliegen (Tephritidae). De wetenschappelijke naam van de soort is voor het eerst geldig gepubliceerd in 1912 door Hendel. 

In 2023 werd deze vlieg op een Antwerpse fruitmarkt voor de eerste keer in België aangetroffen. Het FAVV heeft daarop een waarschuwing gegeven om een uitbreiding te voorkomen. Deze vlieg heeft het potentieel om grote schade aan gewassen toe te brengen.